# ニコライ・ピロゴフ

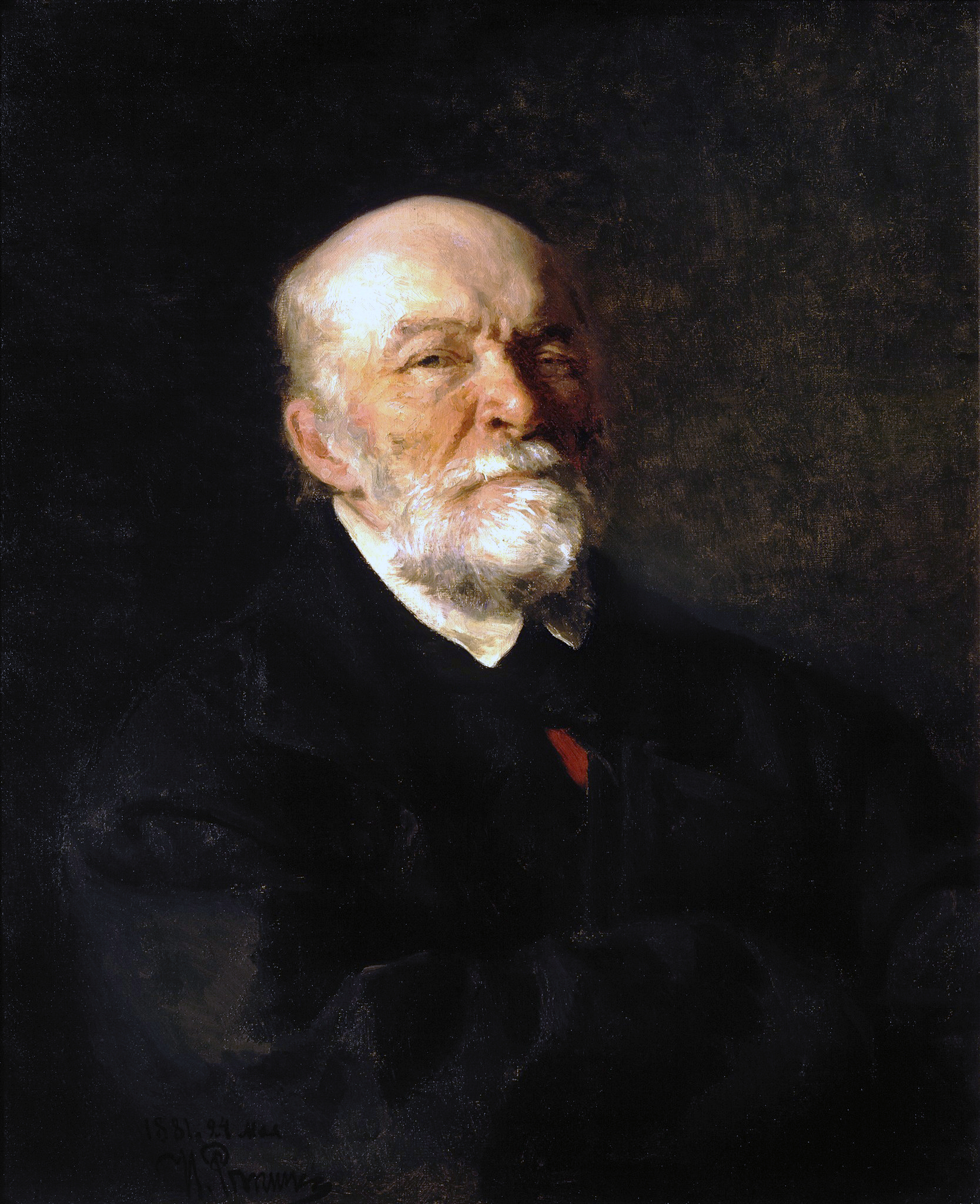
ニコライ・イヴァノヴィッチ・ピロゴフ
(画)イリヤ・レーピン

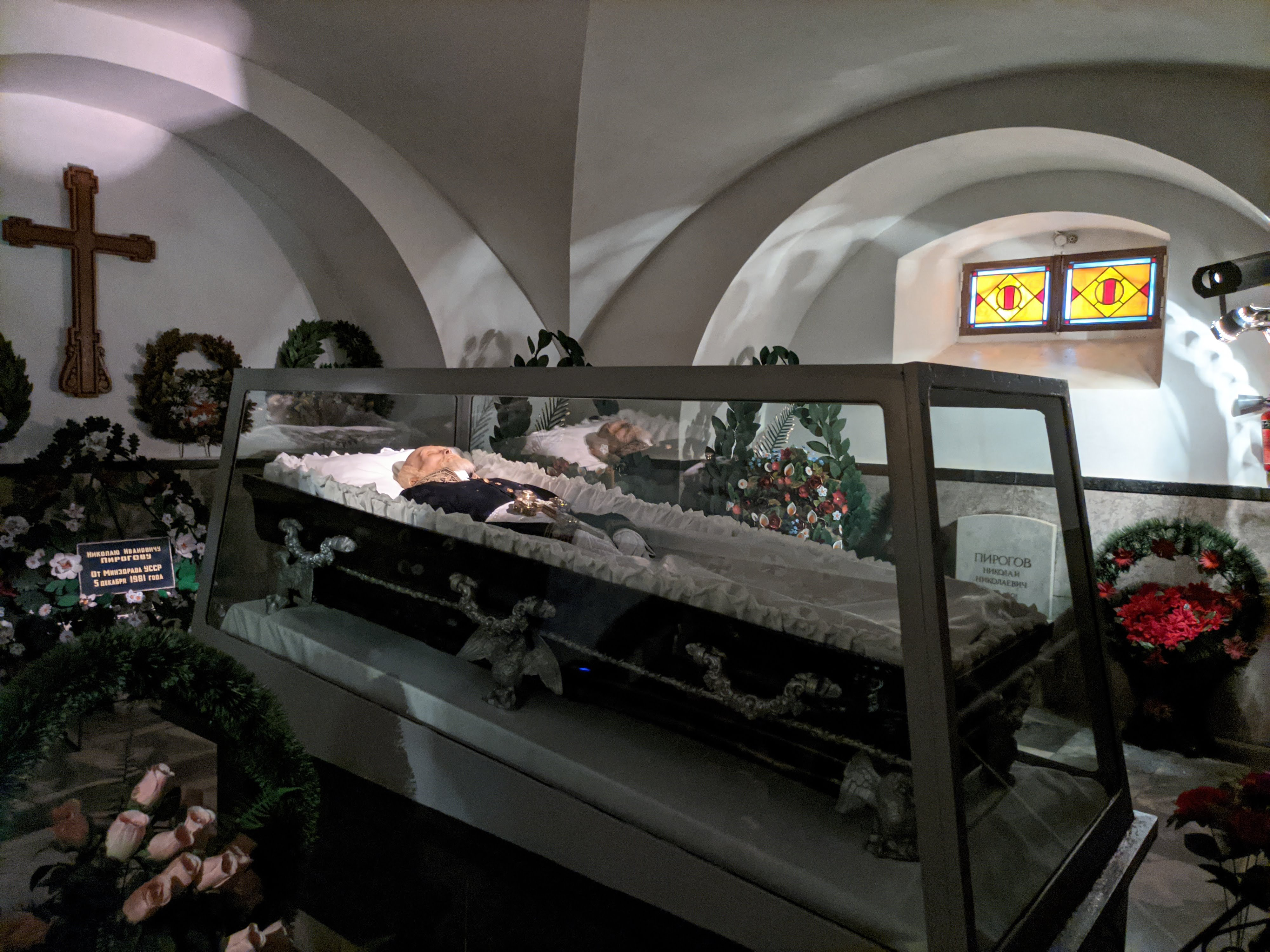
ミイラ化して展示されているピロゴフ

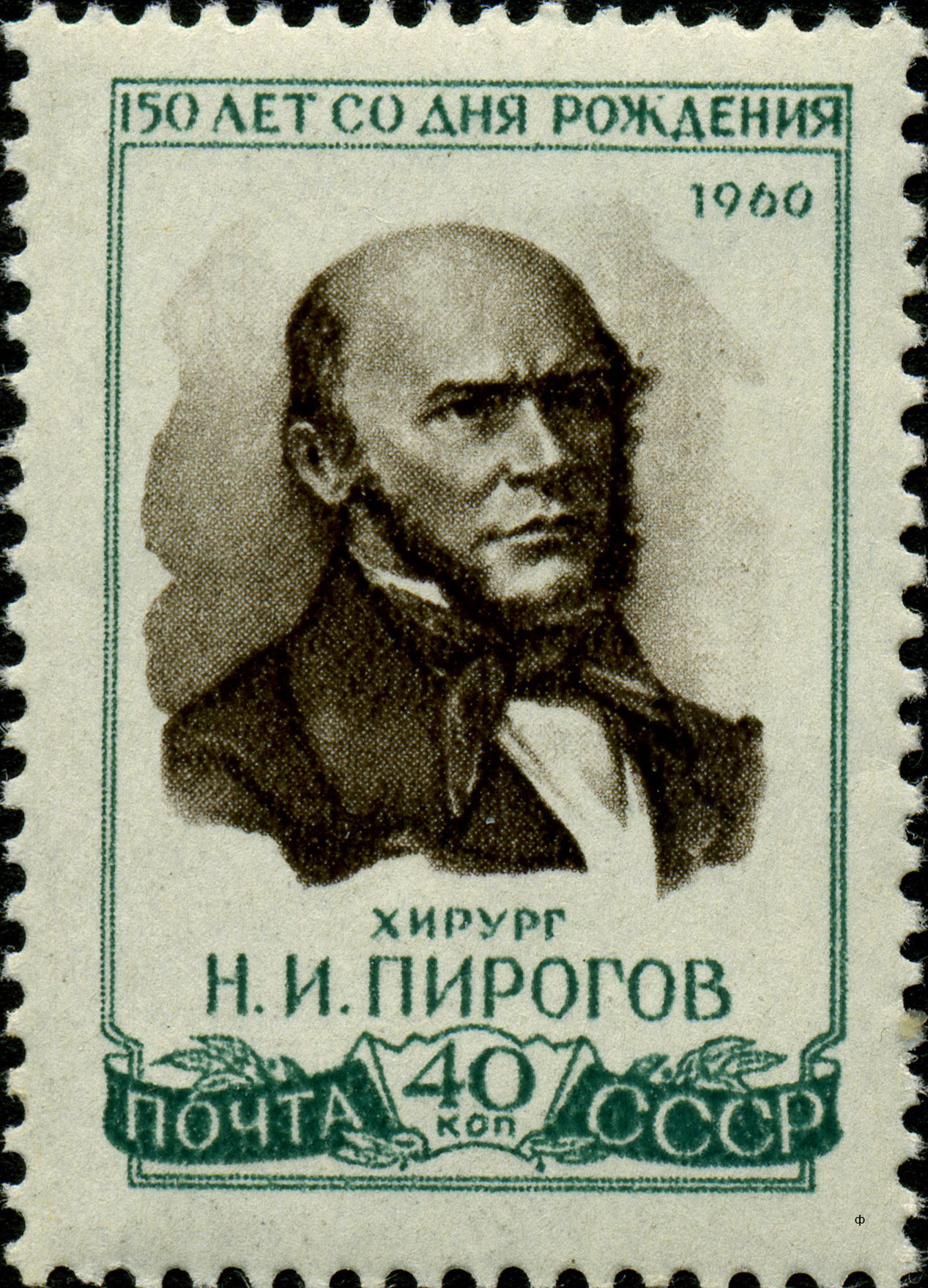
ピロゴフ生誕150周年を記念して作られたソビエト連邦の切手

ニコライ・イヴァノヴィッチ・ピロゴフ（ロシア語: Никола́й Ива́нович Пирого́в, ラテン文字転写: Nikolay Ivanovich Pirogov、1810年11月25日（ユリウス暦 11月13日） - 1881年12月5日（ユリウス暦 11月23日））は、ロシアの外科医である。麻酔薬としてエーテルを使用して手術したヨーロッパの最初の外科医の一人であり、クリミヤ戦争では、戦場で近代的な治療行為を行なった野戦医療の先駆者で、外科治療に多くの技法を開発した。ロシア枢密院顧問。
優れた詳細な解剖図を作成した解剖学者でもあり、幾人もの名医を世に送り出した優れた教育者でもあった。子供のころに父を亡くし苦労したため、女性・外国人・貧困学生などを助ける教育機会の改善を行った。ロシアで行われていた体罰廃止に貢献する文書を書いた。

## 生涯
ロシア帝国のモスクワで、軍の会計士の父（1772-1826）の14人兄弟の13人目の子供として生まれた。初期の教育は自宅で行われ、多くの書物に接し、多数の言語を習得した。家の財政状況が悪化し、1822-1824年を過ごした寄宿私設学校を退学して公務員の道に進もうとしていた。そこに頻繁にピロゴフ家を訪れていたモスクワ帝国大学(後のモスクワ大学)の医学教授Yefrem Mukhinの目に留まり、資金援助を受けモスクワ帝国大学の医学部に入学した。しかし、生活が苦しいのは変わらず、制服を買えず隠すために暑い日もコートを着ていた。1828年に大学を卒業した。
1832年にエストニアにあるドルパト大学（タルトゥ大学）に入学して医学博士号を取得した。
その後、研鑽を深めるためドイツのベルリン大学やゲッティンゲン大学に赴く。
帰国後、サンクトペテルブルクで外科教授に任命された。
クリミア戦争（1853-1856）では、セヴァストポリ包囲戦で、163人のボランティア看護婦らを率いる医者のリーダーとして参加した。当時のロシアでの野戦医療では手足を切断する傷を石膏のギプスで固定して救う方法や負傷者を選別するトリアージ、麻酔など画期的な取り組みを導入した。こういった功績から、トルストイのセヴァストポリ物語に取り上げられたり、聖スタニスラフ勲章（ロシア帝国）を授与されたりした。
露土戦争（1877-1878）時代には、67歳という高齢であったが軍医として参加した。
ロシア帝国ウクライナのヴィンヌィツャで癌により没した。医師と司祭によって遺体は防腐処理された。3年後、墓の上に教会が建てられた。1920年代後半に墓荒らしによって、フランツ・ヨーゼフ1世から贈られた剣などが奪われた。その後、大祖国戦争などでダメージを受けて、遺体と石棺はエンバーミングなどの修繕処置が施された。それ以降は、教会にあるミイラ化した遺体は地下室に安置・展示されており、多くの墓参りを受けている。
彼の業績などはロシア軍事医学博物館に収められている。
教育への貢献
クリミア戦争（1853-1856）では、163人のボランティア看護婦らに医療法を教えた。
1856年にロシアに住む貧しい人々や外国人への医療教育への制限撤廃、女性の大学進出を手助けするパンフレットを作成するなどの活動を開始した。同年に書かれた論文『人生の諸問諸』にて体罰を含む、教育制度の問題を提示した。こういった活動により、1864年11月19日『Устав гимназий и прогимназий』（プロギムナジウムとギムナジウム法）が制定され、すべての人間が初等・中等教育で平等に体罰が行われないよう扱われるようになった。

## 関係者
家族
- 最初の妻（1842年11月11日-1846）は、貴族ベレジナ家（英語版）の流れをくむЕкатерина Дмитриевна Березина (1822—1846)で、産後の肥立ちが悪く24歳で亡くなった。
  - 息子-ニコライ（1843-1891）、物理学者。
  - 息子-ウラジミール（1846年-1910年11月13日以降）、歴史家および考古学者。
- 後妻（1850年6月7日以降） Александра фон Бистром (1824—1902)、Бистром（ロシア語版）家

患者と生徒
- ジュゼッペ・ガリバルディ - イタリア人革命家で1862年8月の戦いで負った戦傷を治療した。海外のロシア人学生の教育視察団の長として世界を回ってるときに依頼された。
- ニコライ・スクリフォソフスキー（ロシア語版） - ピロゴフの生徒。1866-1878年までに4回起きたヨーロッパの戦争に従軍し、ロシアで始めて外科治療に殺菌を導入した外科医医師。
- Шимановский, Юлий Карлович（ロシア語版） - ピロゴフの生徒。従軍医師としての活動を行ったほか、多くの手術器具の開発を行った。癌となり執刀にピロゴフが関わったが、癌によって死亡した。

## 栄誉
- 1846年からロシア科学アカデミーのメンバーである。
- デミドフ賞（ロシア科学アカデミーの優れた業績を上げた科学者に贈られる。1844年、1851年、1859年の3回受賞）
- モスクワ市の名誉市民に選出された。
- ロシア科学アカデミーの会員。ピロゴフ小惑星はピロゴフの名前からきている。
- デミドフ賞授与。

## 由来とするもの
- ピロゴフ博物館（ロシア語版）。かつての住居、近くにはピロゴフが安置されている教会もある。
- ピロゴフ病院（英語版） - ピロゴフの名前にあやかって命名。
- Pirogov triangle（英語版） - 首の解剖学的場所の説明に使われる。初めて首の解剖学的説明を行ったピロゴフにちなむ。
- ピロゴフ切断（ドイツ語版） - 病気などで足を切断する必要があるときに行われる足根骨部の切断方法
- ピロゴフゴールドメダル
  - ソビエト連邦で優れた人道活動を行った人物に与えられた。
  - 医学で優れた結果を出した人物に与えられる[7]。